# Jet Force Gemini
Jet Force Gemini és un videojoc d'acció en tercera persona desenvolupat i publicat per Rare per la Nintendo 64. Va ser llançat a l'Amèrica del Nord l'11 d'octubre de 1999 i a Europa el 2 de novembre de 1999. El joc segueix la història de tres membres de l'equip Jet Force Gemini i els seus esforços per frenar els avenços de la foscor del tirant insectoide Mizar i el seu exèrcit. Disposa d'un mode d'un jugador on el jugador ha d'explorar una galàxia i salvar Tribals, una raça de supervivents que han estat esclavitzats i empresonats per Mizar, i posa fort èmfasi a disparar un gran nombre d'enemics mentre esquiva els seus atacs. El joc també inclou un mode multijugador on dos o quatre jugadors poden competir en partides de deathmatch tradicionals.
Inspirat per les màquines recreatives dels anys 80 i títols més recents de l'època, com ara Super Metroid i Super Mario 64, Jet Force Gemini combina elements dels jocs shoot 'em up i d'acció i aventura. Obres com Aliens, Stargate i Battle of the Planets van ser també influències importants. El joc va rebre crítiques generals positives. Es van rebre elogis als seus gràfics detallats i al seu joc satisfactori, mentre que les crítiques es van centrar en els controls difícils del joc i la insistència a haver de salvar a tots els tribals per completar el joc. El 2015, Jet Force Gemini es va incloure com a part de la compilació de jocs Rare Replay per la Xbox One.

## Jugabilitat
Jet Force Gemini és un videojoc d'acció en tercera persona que combina elements dels jocs shoot 'em up i d'acció i aventura, en què el jugador controla el personatge jugable des d'una perspectiva en tercera persona en un entorn en 3D. El joc fa especial èmfasi a disparar un gran nombre d'enemics mentre esquiva els atacs. Les armes no tenen restriccions de carregador i abast de granades a una pistola, una metralladora, un rifle franctirador, un llançaflames, i un llançamíssils, entre d'altres. Tot i que gran part del joc es dedica a la batalla, el jugador té la capacitat de saltar, de penjar-se de la majoria de les repasses, de nedar i de volar utilitzant jet packs quan cal. En combat, el jugador és lliure de configurar un sistema d'objectiu manual amb la càmera d'orientació fixada darrere del cap del personatge. Quan utilitzeu aquesta tècnica, un mira apareix a la pantalla i el personatge del jugador es torna translúcid perquè els jugadors puguin apuntar i disparar amb finor. Per contra, quan es camina, el joc juga similar a un plataformes en 3D.
En el mode d'un jugador, el jugador ha d'explorar una galàxia que es compon de 15 mons no lineals. Cada món està compost per una sèrie d'etapes amb àrees interconnectades per diferents tipus de portes. La majoria de les portes s'obren automàticament, però algunes requereixen una acció especial per desbloquejar. Per exemple, algunes portes requereixen que el jugador derroti a tots els enemics de la zona, mentre que altres poden requerir una clau específica. Tot i que el jugador té una certa quantitat de vida que disminueix quan és atacat per enemics, la recuperació de la salut a través de gemmes i es poden recollir caixes de municions a tot el món per augmentar els recursos del jugador. Els power-ups també es poden trobar per ampliar la capacitat de salut i munició del jugador.
Mentre s'avança pel joc, el jugador pot prendre el control de tres personatges diferents: Juno, Vela, i Lupus. Cada personatge té una habilitat especial que els permet descobrir àrees que els altres personatges no poden aconseguir. Juno pot travessar el magma sense perill, Vela pot nedar sota l'aigua indefinidament, i Lupus pot sobrevolar per un període curt. Per tant, escollir el personatge adequat per a la fase adequada és fonamental per completar el joc. Inicialment, el joc obliga el jugador a utilitzar els tres personatges individualment fins que arribin a un punt de trobada. Un cop arribats al punt de trobada, es poden abordar tots els mons amb qualsevol personatge en qualsevol ordre. L'objectiu general del joc és explorar tota la galàxia per recollir diverses peces de nau espacial i estalviar un gran nombre de supervivents. Després, el jugador pot utilitzar una nau espacial i viatjar a la fase final.
A més del mode d'un sol jugador, Jet Force Gemini compta amb un mode multijugador on dos o quatre jugadors poden competir en partides de deathmatch tradicionals. Les opcions com ara les armes disponibles, la condició guanyadora i el límit de temps es poden canviar per fer coincidir les preferències dels jugadors. Alguns aspectes multijugador, com ara els nivells i els personatges, s'han de desbloquejar si es troba el secret corresponent en el mode d'un sol jugador. Els jugadors també poden desbloquejar minijocs de curses que es reprodueixen des d'una perspectiva superior, així com un desafiament de camp de tir, on els jugadors han de disparar nombrosos objectius mentre el joc segueixi automàticament un camí predefinit. Jet Force Gemini també compta amb un mode cooperatiu a pantalla partida on un segon jugador pot prendre el control de Floyd, un robot flotant que segueix automàticament el personatge principal del jugador en el mode d'un sol jugador.

## Argument
El joc comença amb Juno, Vetlla i Lupus, membres de l'esquadró Jet Force Gemini, sent testimonis d'un atac al planeta Goldwood (llar dels pacífics tribals, que a més són aliats de la Jet Force) per les forces de Mizar. Mizar és un tirà que busca envair l'univers i esclavitzar a la raça dels tribals, però la Federació no va voler comprometre's i ara està fora de control.
Poc després, la nau de la Jet Force Gemini sofreix una explosió. És una nau enemiga, que ha atracat en les destruïdes portes de la badia de càrrega, i d'ella surten centenars de Drons. Ja que és l'última nau de la Jet Force que queda en peus, decideixen no esperar ordres de la Federació i actuar pel seu compte. Els tres abandonen la nau i segueixen els seus propis camins independents per posar fi a la invasió i enfrontar-se a Mizar. Al principi, Juno és l'únic personatge jugable, però després d'avançar en l'aventura, podrà alliberar-se a Vela (la germana bessona de Juno), que està presonera en una cel·la del nivell SS Anubis. Més tard, Vela es reuneix amb l'últim membre del Jet Force Gemini, un gos mitjà ciborg anomenat Lupus. També és necessari fer-se amb Floyd, un robot volador que va trair a les forces de Mizar i ho va pagar car. El primer objectiu del joc és aconseguir que Juno, Vetlla i Lupus arribin al Palau de Mizar seguint cadascú la seva pròpia ruta.
Els tres al final arriben al cau de Mizar, i Lupus serà el triat per lluitar contra ell. No obstant això, abans de ser vençut definitivament, Mizar fuig a un asteroide. Des del seu nou amagatall, Mizar programa a l'asteroide perquè col·lideixi contra la Terra. En aquest punt, Jeff (que és el líder dels tribals), ajudarà a la Jet Force Gemini proporcionant-los una nova armadura millorada, que inclou la capacitat de vol. A més, els proporciona una nau nova (anomenada Starship) perquè arribin fins a Mizar abans que l'asteroide xoqui contra la Terra, però aquesta nau necessita 12 peces per funcionar. En aquest punt, el nou objectiu del joc és fer-se amb les 12 peces, tornant a mons ja visitats amb personatges diferents i buscant rutes secretes. L'última peça la té el propi Jeff, però no la lliurarà fins que tots els tribals siguin rescatats.
Una vegada reparada la Starship, la Jet Force Gemini juntament amb el Rei Jeff, van al cau de Mizar. Es produeix llavors l'última lluita a mort contra Mizar, en la qual Floyd se sacrificarà pel ben comú. Finalment, Vetlla, Juno i Lupus són rebuts com a herois.

## Personatges principals
- Juno - El primer personatge jugable. És un personatge masculí els pares del qual van ser assassinats per pirates espacials. En el manual del joc s'esmenta que a més de protegir els seus companys d'equip, el principal objectiu de Juno és oposar resistència a Mizar, qui pretén instaurar la seva ordre en la galàxia. Juno compta amb una armadura especial que li permet submergir-se o també caminar sobre lava. El nom d'aquest personatge es deu a l'asteroide Juno.
- Vela - La germana bessona de Juno i el segon personatge jugable. La seva missió és protegir el seu germà i ajudar-li en la batalla contra Mizar i el seu imperi. Ella té la capacitat de nedar sota l'aigua indefinidament. Conforme avança el joc, Vela obtindrà un exoesquelet mecànic similar al del seu germà, el qual compta amb propulsors i li permet volar. El seu nom es deu a la constel·lació Vela.
- Lupus - El tercer personatge jugable. És la mascota de l'equipo Jet Force Gemini. Lupus està equipat amb propulsors sota les seves potes, els quals li permeten surar en l'aire per alguns segons, i un canó sobre la seva esquena. Conforme avança el joc, Lupus es transformarà i obtindrà un exoesquelet mecànic, el qual transforma al personatge bàsicament un tanc que deixa a la vista solament el cap del personatge; aquesta eina a més de brindar-li protecció al cos de Lupus, li dona la capacitat de romandre major temps en l'aire gràcies als seus propulsors. Aquest personatge deu el seu nom a la constel·lació Lupus.
- Floyd - Un petit robot integrant de les forces d'invasió de Mizar. Després de trair a aquest i sacrificar-se per una família de Tribals a punt de ser afusellada a les mans de Drons, Floyd rep l'ajuda de Juno, amb qui s'alia per enderrocar a Mizar i les seves forces. Durant l'aventura, un segon jugador pot controlar a Floyd per ajudar de forma cooperativa al primer, qui controla al personatge principal. Floyd es caracteritza per comptar amb una petita hèlix, la qual li permet estar permanentment levitant, i dos petits canons que disparen raigs. El principal avantatge d'aquest personatge és que compta amb munició il·limitada i mira automàtica, malgrat que la seva arma és una sola, no pot ser reemplaçada durant el joc. Floyd també compta amb un sensor que s'activa quan hi ha enemics a prop, en activar-se aquest sensor, Floyd parpardea unes llums vermelles i emet un petit so d'alerta.

Curiositat: El seu nom fa parentiu amb el personatge de MOTHER (NES): Lloyd
- El rei Jeff - És capdavanter dels Tribals, triat per haver nascut amb estranys poders. La seva aparença és la d'un xaman. Compta amb una pell de Dron com a vestimenta i utilitza un bastó que li brinda poders màgics. Intentant defensar al seu poble al món pantanós de Tawfret, causa un accident que converteix en zombis als Drones.
- Mizar - El governant dels Drons i el principal vilà del joc. El seu principal objectiu és apoderar-se de la galàxia i governar a tantes espècies com li sigui possible, valent-se para això del seu exèrcit. El seu nom es deu a un estel que compon la constel·lació de la Ossa Major.
- Drons - Són el gruix de les tropes de Mizar. Aquests peons d'un sol ús, produïts en massa, venen en diferents grandàries i vestuaris. Les dues formes més comunes són els Soldats Dron, que ataquen o patrullen el territori ocupat en grups, i els Drons Franctiradors, que tendeixen emboscades en punts clau.
- Tribals  - Un dels principals objectius de Jet Force Gemini és l'alliberament dels tribals. És una raça pacífica amb aspecte d'os blanc de grans ulls. Són esclavitzats per les tropes de Mizar.

## Mons principals
- Goldwood: Un tranquil planeta similar al planeta Terra de boscos on viuen la majoria dels tribals en pau amb els seus veïns. És el primer objectiu de Mizar.
- S.S Anubis: Una enorme nau de càrrega, ara abandonada, però en el seu moment formava part de la flota de Mizar. No obstant això, és possible que segueixin a bord alguns ressagats.
- Tawfret: En el seu moment va ser un pacífic i assolellat món de camps de cultiu i pantans, Tawfret i les seves escampades colònies de Tribals s'enfronten al major perill mai conegut.
- Nau de Batalla Sekhmet: Responsable últimament de l'èxit dels atacs contra Goldwood, Sekhmet és un punt clau de l'avantguarda de l'exèrcit Dron.
- Cerulean: Un món semblant a Neptú un món silenciós i de freds deserts semblant a Urà. La sorra blava s'estén fins a l'horitzó, esquitxada per les ruïnes d'una civilització perduda en la història.
- Base Militar d'Ichor: Aquest és el lloc militar més gran de Mizar, construït gairebé del no-res pels Drones que ara omplen els seus barracons.
- Spawnship: Es diu que aquesta misteriosa i desarmada nau és un centre de reproducció de l'interminable exèrcit de Drones. Si això és cert, llavors el perill és doble: Fins a la caiguda de Mizar no impedirà que aquests assassins insectoides entrin a l'espai a milers!
- Rith Essa: Un planeta semblant a la Terra d'escarpats penya-segats i d'increïbles canons semblants a l'Himàlaia, gairebé tan famós pels seus espectaculars vistes com per les seves riques operacions mineres.
- Eschebone: Ple d'antics i actius volcans semblant al satèl·lit Io de Júpiter, i d'esborronadores formes de vida extraterrestre que, segons expliquen, no són molt amables amb els intrusos. És un món tan inhòspit que ni tan sols Mizar té interès a agregar-ho a la seva col·lecció.
- El Palau de Mizar: El centre de govern del tirà i l'últim lloc de trobada de Juno, Vela i Lupus.

## Desenvolupament
Juno i Vela van ser dissenyats originalment en un estil més caricaturitzat, això és, més petits i amb caps més grans. Posteriorment van ser evolucionant en termes de disseny fins a consolidar-se com a personatges d'aparença seriosa. No obstant això, encara en el joc definitiu poden utilitzar-se com a personatges jugables alguns models caricaturitzats similars als antics gràcies a la utilització de cheats o trucs.
Jet Force Gemini no suporta Expansion Pack, si ben al principi Rare va declarar que existia la possibilitat que fossin compatibles. El joc, no obstant això, es va dissenyar per poder ser utilitzat al costat del Rumble Pack.
Jet Force Gemini va ser originalment previst pel 31 d'agost de 1999, però va ser ajornat al 27 de setembre amb la finalitat de donar temps als programadors per afinar alguns detalls finals. No obstant això el joc es va tornar a ajornar, anunciant-se la seva sortida definitiva per l'11 d'octubre, això per retards en la manufactura.
No es coneix molt sobre la seqüela de Jet Force Gemini però en algunes pàgines es pot apreciar el Jet Force Gemini Critical Aftermath el qual podria ser la seqüela d'aquesta saga.